# قانون مناهضة مقاطعة إسرائيل
قانون مناهضة مقاطعة إسرائيل (IBA) (H.R. 1697; S. 720) كان قانونا مقترحا لمكافحة حركة المقاطعة وسحب الاستثمارات وفرض العقوبات (BDS) وتعديل قانون إدارة الصادرات لعام 1979 بهدف السماح للولايات المتحدة بسن قوانين تلزم المقاولين بتوقيع تعهدات تتعهد بعدم مقاطعة أي سلع من إسرائيل، أو إنهاء عقودها.
وكان القانون المقترح استجابة لدعوة حركة المقاطعة العالمية إلى المقاطعة وسحب الاستثمارات وفرض العقوبات على إسرائيل. ويتمنى المشرعون الحد من نمو حركة المقاطعة العالمية التي يعتبرونها معادية للسامية من خلال جعل المشاركة في المقاطعة المعادية لإسرائيل أمرا صعبا. وحتى عام 2020، كان 32 من المجالس التشريعية في الولايات قد أجازت بالفعل مشاريع قوانين مماثلة للقانون المناهض للمقاطعة. وإذا تم إقرار القانون في الهيئة التشريعية الفيدرالية، فسوف يكون من الأسهل أن يتم تنفيذه. إن منتقدي القانون ومؤيدي المقاطعة وسحب الاستثمارات وفرض العقوبات، يزعمون أن هذا القانون غير دستوري. وهم يزعمون أن المشاركة في المقاطعة ذات الدوافع السياسية تشكل شكلا من أشكال التعبير الحر الذي يحميه التعديل الأول، وأن قوانين مكافحة المقاطعة وسحب الاستثمارات وفرض العقوبات تشكل شكلا من أشكال حرب القانون.
وقد تمت صياغة القانون من السيناتورين بن كاردين ([د] - مريلاند) وروب بورتمان ([ج] - أوهايو) وقدم إلى الجلسة ال115 للكونغرس في 2018. وكان لديه 58 من مقدمي مشروع القرار في مجلس الشيوخ، و292 من مقدمي مشروع القرار في مجلس النواب (216 جمهوري، 76 من الديمقراطيين).

## وصلات خارجية
- Text - S_2673 - 113th Congress (2013-2014) United States-Israel Strategic Partnership Act of 2014 in the مكتبة الكونغرس